# Didier Porte
Pour les articles homonymes, voir Porte.
Didier Porte, né le 29 janvier 1958 à Compiègne (Oise), est un journaliste, chroniqueur et humoriste français.

## Biographie

### Enfance et formation
Né à Compiègne en janvier 1958, Didier Porte obtient une maîtrise de sciences économiques à l’université Paris-X.

### Carrière

#### Années 1980 et 1990
Journaliste depuis 1984, Didier Porte collabore à La Dépêche du Midi, au Matin de Paris, à L’Étudiant et à diverses radios comme Canal 102 (basée à Évry), TSF 93, RMC, RFM, Europe 2, Ouï FM, pour leurs journaux et diverses chroniques de télévision.
Pendant huit ans, il est reporter-réalisateur dans l’émission Culture Pub sur M6 et rédige des chroniques régulières pour le mensuel du même nom. Il collabore aux Lois de la jungle puis à Éconoclaste sur La Cinquième, à Tutti frutti et à Comme au cinéma sur France 2, ainsi qu'à Héros vinaigrette, ultime émission animée par Bernard Rapp.
Avec Anne Magnien, il est le coauteur de l’émission La Nuit de la connerie sur Canal+. Cette émission sera complétée par un livre, rédigé avec William Reymond, Le Grand Livre de la connerie.
Sur France Inter, Didier Porte est successivement chroniqueur dans Zappinge (émission de Gilbert Denoyan), Zoom et Audimatraquage (émissions d’Isabelle Motrot), Rien à cirer, Les P’tits Déj’s et Changement de direction (émissions de Laurent Ruquier) avant d'être « remercié » de la station en 1996 pour « inhumanité ».
Il réintègre la station fin 1999 pour y donner ses chroniques dans Rien à voir (émission de Laurence Boccolini), et dans l’émission qui l’a remplacée, Le Fou du roi de Stéphane Bern, où on peut entendre jusqu'en 2010 sa chronique quotidienne vers 12 h 5. Il y brocarde pêle-mêle les acteurs de la vie politique, les chaînes de télévision ou les émissions de télé-réalité.
Entre avril 1998 et juin 2006, il signe une chronique quotidienne consacrée à la télévision sur la radio Ouï FM.

#### Années 2000 et 2010
Début 2008, Didier Porte tient une chronique hebdomadaire le jeudi à 7 h 53 dans la matinale de Nicolas Demorand sur France Inter. Le 23 juin 2010, il annonce à l'antenne son licenciement de la station, aussi bien pour la matinale que pour Le Fou du roi.
Entre 2008 et 2010, il contribue aussi régulièrement à l’hebdomadaire satirique Siné Hebdo, créé par le dessinateur Siné.

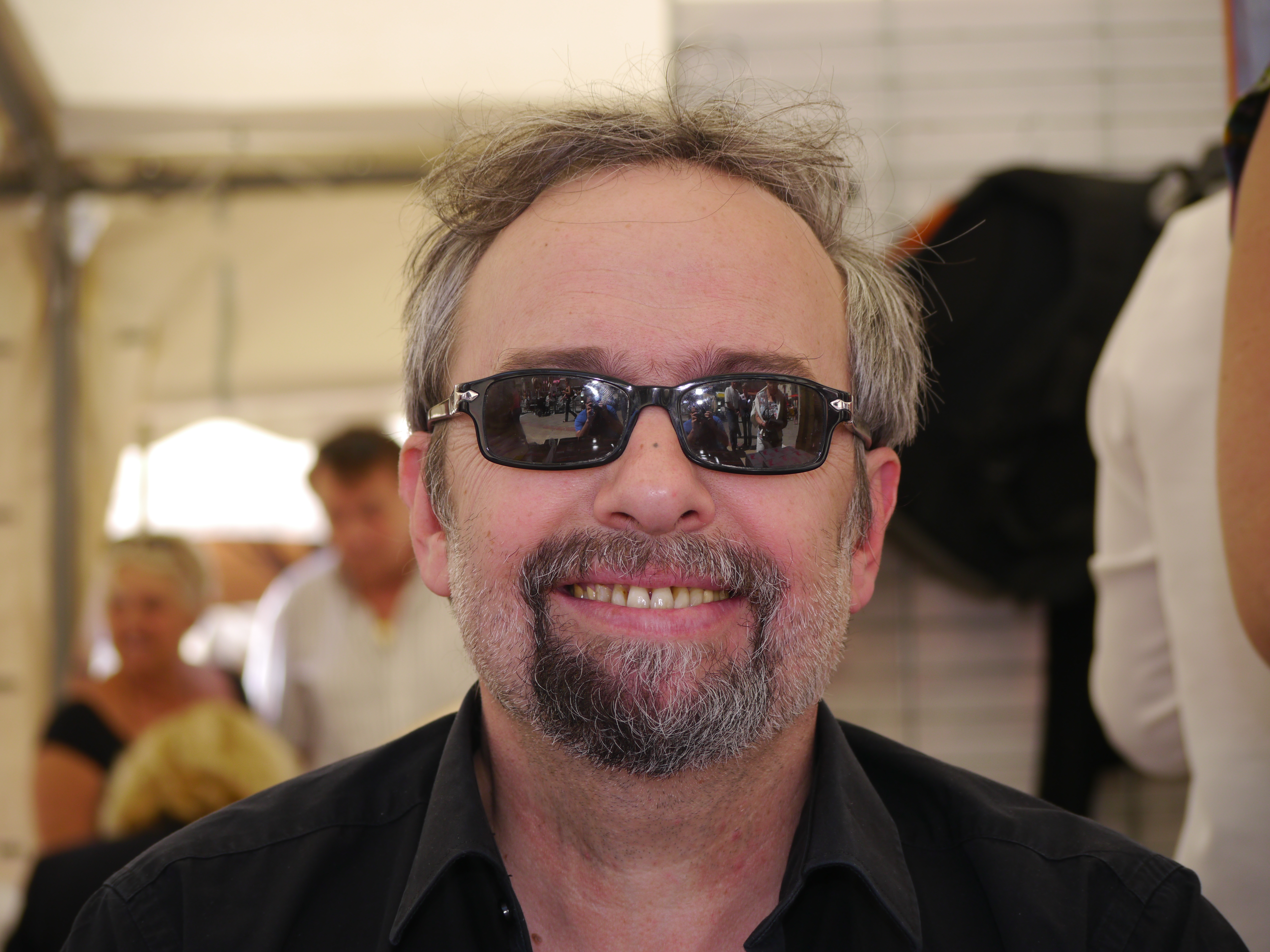
Didier Porte à la Comédie du Livre 2011 de Montpellier.

Le 24 juin 2010, Daniel Schneidermann annonce que Didier Porte aura désormais une chronique, mise en ligne tous les vendredis après-midi sur le site Arrêt sur images. Entre septembre 2010 et septembre 2017, il tient également une chronique hebdomadaire, mise en ligne le lundi midi, sur le site du journal Mediapart, intitulée « MediaPorte ». Il participe aussi en 2010 au Comité de la carte, une émission animée par Philippe Vandel sur Paris Première.
À la rentrée 2011, il réintègre l'équipe de chroniqueurs de Stéphane Bern dans sa nouvelle émission sur RTL, À la bonne heure et devient également « L’avocat du diable » dans La Revue de presse sur Paris Première. Depuis janvier 2015, il signe une chronique dans la version web du magazine culte de Daniel Mermet, Là-bas si j'y suis, lui-même débarqué de France Inter à l'été 2014.
Le 20 août 2015, il révèle que RTL a décidé, sous prétexte de « choix artistique », de ne pas le reconduire dans l'émission de Stéphane Bern, et commente : « Vu le nombre d'électeurs du Front national qui écoutent RTL, ils préfèrent garder Zemmour à l'antenne plutôt que Porte... ».
Depuis la rentrée 2016, il est chroniqueur dans l'émission Ca pique, mais c'est bon d'Anne Roumanoff sur Europe 1.
Le 26 août 2017, il inaugure une revue de presse hebdomadaire intitulée Vive les médias ! sur le site « Là-bas si j'y suis », en même temps qu'il met un terme à sa collaboration avec Mediapart après sept années de « MediaPorte » hebdo. Le 28 août, il entame une collaboration hebdomadaire (tous les mardis à 11 h 30) sur Europe 1 dans l'émission Bonjour la France, animée par Daphné Bürki.
Il figure parmi les acteurs du film Satire dans la campagne de Marc Large et Maxime Carsel, dans son propre rôle.

### Vie privée
Didier Porte est père de quatre enfants. Son frère, Jean-Luc Porte, est journaliste et a notamment été le chef du bureau de l'Agence France-Presse à Bogota en Colombie[réf. nécessaire].

## Style et prises de position

### Style
L'humour de Didier Porte repose sur un style tribun et un positionnement de gauche dont un alliage d’ironie et de franc-parler pour évoquer des sujets parfois très polémiques. Il se conçoit davantage comme un contre-pouvoir, chargé d'attaquer les puissants, plutôt que comme un humoriste selon ses propres termes.
Dans sa chronique du Fou du roi, Didier Porte est adepte des portraits à charge de l’invité.
- Il a vigoureusement raillé l’animateur Arthur[10], lequel l'a attaqué pour injure et diffamation et a perdu son procès devant la 17e chambre correctionnelle du tribunal de Paris. Arthur a depuis été débouté[11].
- En 2008-2009, il a régulièrement pris position contre la détention de Julien Coupat.
- À la suite de la controverse relative à la chronique de Stéphane Guillon sur Dominique Strauss-Kahn, il a expliqué dans l’émission Arrêt sur Images de Daniel Schneidermann qu’il concevait les humoristes comme des « journalistes de complément »[12].
- En juin 2010, quelques jours après le licenciement de Stéphane Guillon (autre chroniqueur à France Inter), Didier Porte annonce en direct son licenciement de La Matinale et du Fou du Roi. Ces deux événements déclenchent une vague d'indignation au sein de la station et parmi les auditeurs[13].

### Engagement politique

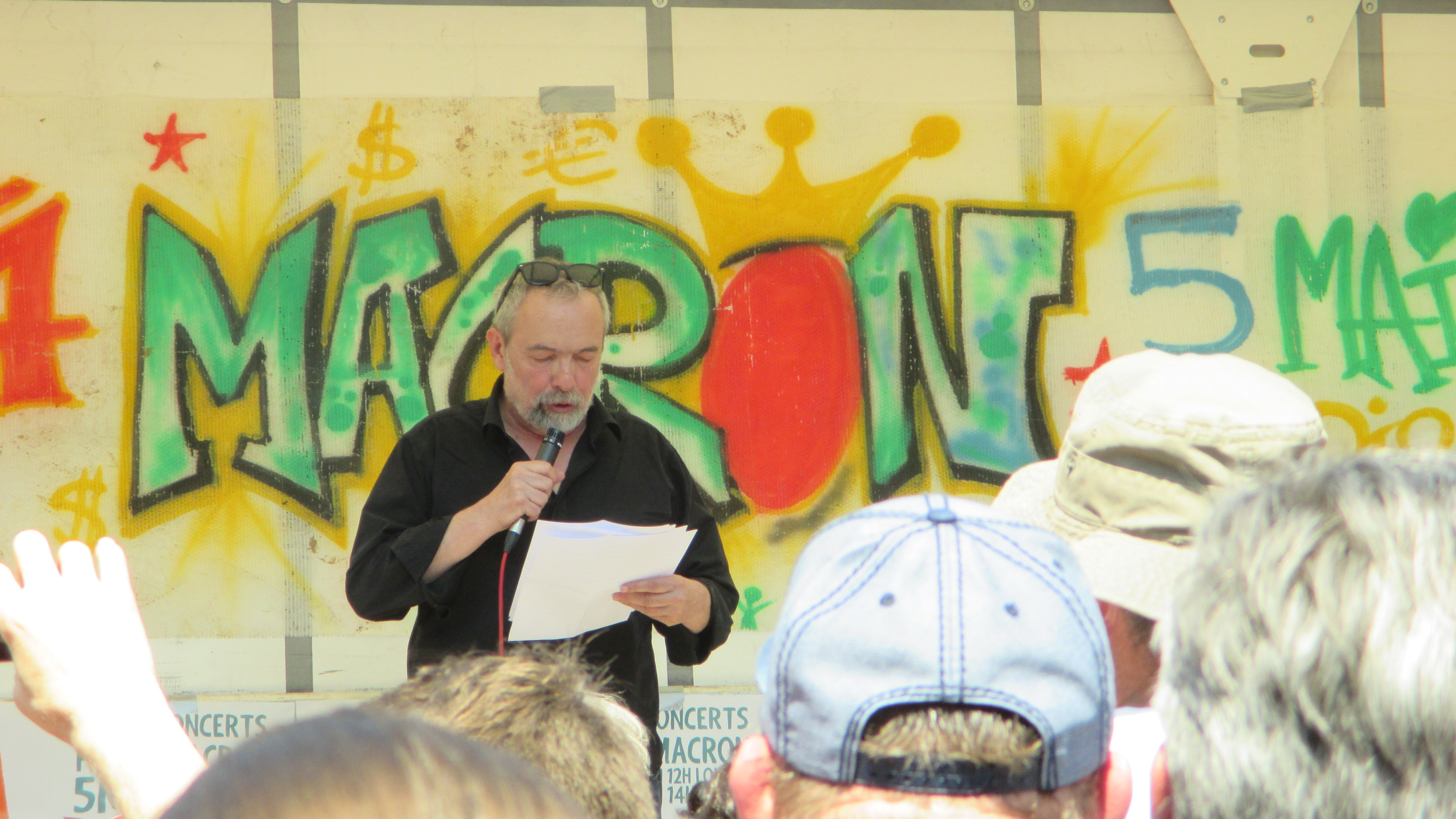
Didier Porte à la manifestation La fête à Macron le 5 mai 2018, place de l'Opéra.

En 2011, Didier Porte soutient publiquement Jean-Luc Mélenchon candidat du Front de gauche à l'élection présidentielle de 2012, appelant à voter pour lui pendant son spectacle.
Dans le contexte de la campagne de l'élection présidentielle de 2017, il apparaît dans un clip de campagne de Jean-Luc Mélenchon, candidat de la France insoumise (FI).

### Procès
- En 1996, Didier Porte est attaqué en diffamation par Philippe de Villiers pour une chronique diffusée dans l'émission Les p'tits déj de Laurent Ruquier, sur France Inter. L'homme politique sera débouté de sa plainte[réf. souhaitée].
- Le 31 mars 2010, Arthur porte plainte contre Porte, pour des chroniques tenues dans l'hebdomadaire satirique Siné Hebdo, où Arthur est qualifié de « truqueur »[16]. Dans son article « Arthur et les maxicons », l'humoriste écrit que l'animateur avait fait fortune grâce à l'argent du service public et ne remplissait pas ses salles de spectacle[17]. Arthur réclame 15 000 € de dommages et intérêts et la publication du jugement en caractère de grande taille en première page du journal Siné Hebdo (disparu depuis le 28 avril 2010). Le 21 septembre 2011, Arthur est débouté par la justice[11].
- Le 11 avril 2012, il remporte son procès face à France Inter, la justice condamnant la station de radio à lui verser 250 000 euros pour licenciement abusif[18].

## Spectacles
Sur les planches, Didier Porte est à l'affiche de plusieurs one-man-shows, respectivement intitulés :
- 1998 : L’ami des vedettes, mise en scène de Hubert Drac[19]
- 1999 : Entracte manqué[20]
- 2001 : Didier Porte joue et gagne à être connu[21]
- 2009 : Didier Porte aime les gens[22]
- 2011 : Didier Porte fait rire les masses
- 2013 : Didier Porte à droite !
- 2016 : Jusqu'au bout!

## Publications
- 1994 : Le Grand Livre de la connerie, en collaboration avec William Reymond, d’après une émission de Canal+, éd. Canal+ Éditions
- 2003 : Sauvé des ondes, éd. l'Archipel (réédité en février 2011 aux éditions Archipoche)
- 2008 : Porte flingue, éd. Ramsay
- 2009 : Les Pipoles à la porte !, éd. La Découverte
- 2010 : Insupportable ! Chronique d'un licenciement bien mérité, First Éditions (Gründ).
- 2011 : Incorrigible ! Chroniques d'un multirécidiviste, First Éditions (Gründ).
- 2012 : Présidents, poil aux dents, avec Guillaume Doizy, Flammarion.
- 2012 : Ces grosses bêtes qui nous gouvernent, avec Morchoisne, Dargaud.
- 2015 : L'Atlas de la France qui gagne, Autrement.
- 2016 : A droite!, Mazarine.